# Japankvæde
Slægten Japankvæde (Chaenomeles) er kun udbredt i Østasien. Her nævnes kun de arter og hybrider, som dyrkes i Danmark.
| Arter |

- Lille japankvæde (Chaenomeles japonica)
- Stor japankvæde (Chaenomeles speciosa)

| Hybrider |

- Chaenomeles x superba